# Molecular Informatics
Molecular Informatics (с англ. — «молекулярная информатика») — научный журнал, издаваемый с 1982 года издательством John Wiley & Sons. Официальный журнал Международного общества QSAR и моделирования (англ. QSAR and Modelling Society). Основные темы статей в журнале — молекулярное моделирование и хемоинформатика.

## История
С 1982 по 2002 годы выходил под названием «Quantitative Structure-Activity Relationships». С 2003 по 2009 — под названием «QSAR & Combinatorial Science». С приходом новой редколлегии, возглавляемой К. Бауманом, Ж. Местресом, Г. Шнайдером и Г. Экером, в 2010 году был переименован в «Molecular Informatics». С 2014 года издаётся исключительно в электронной версии.